# ヘルスケア・トレーナー
ヘルスケア・トレーナーは中央労働災害防止協会が認定する資格で、産業医の指示に従って、運動プログラムの作成や指導を行う。この中央労働災害防止協会が実施する「運動指導専門研修」の受講・登録により「ヘルスケア・トレーナー 」という名称を取得できる。

## 内容
厚生労働省では、働く人たちの心の健康増進向上のために「心と体の健康づくり運動＝THP（トータル・ヘルス・プロモーション・プラン）を推進しており、健康測定専門研修、運動指導専門研修、心理相談専門研修、運動実践専門研修、産業栄養指導専門研修、産業保健指導専門研修を行っている。ヘルスケア・トレーナーとは、このうちの運動指導専門研修を受講し、登録した人を指す。

## 取得方法
受講料は260,000円（テキスト代・消費税込み）。研修は平成20年度の場合、東京で1回行われている。新規登録料は7,350円。登録有効期限は5年間で、更新する場合は、レベルアップのための研修を10単位以上履修する必要がある。

## 受講資格
1. 大学（原則として4年生）において、体育系または保健系（医学・歯学・獣医学を含む）の正規の学科を修めて卒業した者
2. 運動実践専門研修またはヘルスケア・リーダー養成研修を修了後、運動実践の指導援助の経験を3年以上有する者
3. 保健師、管理栄養士、理学療法士、作業療法士、臨床検査技師の資格を有する者
4. 正看護師の資格を有する者で、運動実践の指導援助の経験を1年以上有する
5. 栄養士の資格を有する者で、運動実践の指導援助の経験を2年以上有する者
6. 衛生管理者の資格を有する者で、運動実践の指導援助の経験を3年以上有する者
7. その他、1.～6.と同等の資格を有すると認められる者

## 研修内容
様々な運動プログラムの作成・指導・レポートなど一連の演習を通して、働く人のニーズに合ったプログラムの企画、展開の方法を修得する。
運動に関する科目を中心に、食生活やメンタルヘルス、企業の活動事例等も含んだ職場の健康づくり全般を学ぶ。

## その他
受講資格にある条件を満たさない者でも養成校を修了する事で受講資格を取得できる。